# 24 Ore di Le Mans 2001
La 24 Ore di Le Mans 2001 è stata la 69ª maratona automobilistica svoltasi sul Circuit de la Sarthe di Le Mans, in Francia, il 16 e il 17 giugno 2001. Hanno gareggiato assieme 5 classi di automobili da competizione, ognuna delle quali ha avuto il suo vincitore. Le vetture più veloci, appartenenti alle classi LM-P900, LM-GTP e LM-P675, erano sportprototipi di categoria Le Mans Prototype appositamente progettati e costruiti per le gare, mentre le più lente classi GTS e GT comprendevano vetture derivate da automobili GT stradali.

## Contesto
Per quanto riguarda i partecipanti a questa edizione, nella classe regina l'Audi schiera due Audi R8 ufficiali gestite dal team Joest e due semiufficiali nelle mani di team privati, la Bentley è presente con due esemplari della sua EXP Speed 8, il team Oreca in veste di team ufficiale Chrysler schiera ben tre Dallara LMP1 motorizzate Mopar, la Panoz dispone di due LMP-07, anche la Cadillac è presente con due prototipi LMP1, competitive le Courage e le Dome-Judd.
Per questa gara l'Audi ha introdotto sui motori delle proprie vetture un sistema di iniezione diretta della benzina (denominato FSI), grazie al quale diminuiscono i consumi e migliora l'erogazione della potenza, tuttavia la forte pioggia che ha imperversato durante tutta la gara e i conseguenti ritmi meno intensi della corsa non hanno permesso all'Audi di trarne a pieno beneficio.

## Gara
La gara è caratterizzata da intense precipitazioni piovose, che ne condizionano l'andamento, numerosi gli incidenti, le uscite di pista, i ritiri e le neutralizzazioni di gara con safety car in pista per la troppa acqua sul circuito.
La corsa viene vinta da Frank Biela, Tom Kristensen ed Emanuele Pirro piloti dell'Audi Sport Team Joest, che grazie alla vettura gemella giunta seconda ottiene una netta doppietta. Al terzo posto si piazza la Bentley.
Su entrambe le Audi ufficiali sono emersi problemi al cambio, la squadra ha provveduto alla sostituzione dell'intero retrotreno, ma mentre l'equipaggio vincitore ha condotto una gara immune da errori di rilievo e da altri problemi tecnici, l'Audi di Aiello-Capello-Pescatori, al traguardo seconda ad un giro di distacco, è invece stata costretta a delle riparazioni ai box per diversi errori commessi dai primi due piloti. In particolare Aiello, andato al comando subito dopo la partenza, ha continuato a girare con gomme slick anche quando ha cominciato a piovere, sul bagnato ha poi urtato il guard-rail ed è stato costretto a rientrare ai box per la riparazione della sospensione anteriore; durante il successivo pit-stop ha urtato la postazione del box vicino e nei restanti turni di guida ha compiuto due fuoripista, mentre Capello ne ha commesso uno insabbiandosi dopo il Ponte Dunlop, errori che alla fine hanno determinato il giro di distacco dal vincitore.
Le Bentley, sulla carta favorite dalle condizioni meteorologiche, sono invece state rallentate da problemi all'elettroattuatore del cambio, dispositivo che rende le cambiate più veloci e precise, preservando la trasmissione. Tuttavia l'umidità penetrata all'interno della vettura ne ha compromesso l'efficacia, portando ad un malfunzionamento della trasmissione, che comportato rallentamenti, uscite di pista e soste ai box per la sostituzione. Proprio per questi problemi la Bentley #7 di Guy Smith è uscita di pista insabbiandosi, nel tentativo di ripartire il pilota fa pattinare abbondantemente le gomme, i collettori di scarico della vettura si surriscaldano e ne nasce un principio di incendio che la costringe al ritiro. L'altra Bentley, rallentata anch'essa dal cambio, è costretta ad una sosta di 20 minuti per la sostituzione della centralina elettronica.
Problemi analoghi alla trasmissione si manifestano anche sulle Panoz e sulle Chrysler, sempre originati dall'elettroattuatore del cambio fornito dallo stesso produttore.
Nella classe LM-P675 vittoria della Reynard-Volkswagen di Jordi Gené, Jean-Denis Délétraz e Pascal Fabre. Nelle Gran Turismo importante risultato della Porsche 911 GT3-RS del trio italiano Gabrio Rosa, Luca Drudi e Fabio Babini che oltre a vincere la classe GT sorpassano in classifica anche le più veloci e potenti vetture della classe GTS, nella quale vince la Chevrolet Corvette C5-R di Ron Fellows, Scott Pruett e Johnny O'Connell.

## Classifica finale
I vincitori di Classe sono marcati in grassetto. Le vetture che hanno terminato la gara ma non hanno coperto il 75% della distanza del vincitore sono considerate non classificate (NC).
| Posizione | Classe | N° | Squadra                                          | Piloti                                                    | Vettura                          | Pneumatici | Giri |
| Posizione | Classe | N° | Squadra                                          | Piloti                                                    | Motore                           | Pneumatici | Giri |
| --------- | ------ | -- | ------------------------------------------------ | --------------------------------------------------------- | -------------------------------- | ---------- | ---- |
| 1         | LMP900 | 1  | Audi Sport Team Joest                            | Frank Biela Emanuele Pirro Tom Kristensen                 | Audi R8                          | M          | 321  |
| 1         | LMP900 | 1  | Audi Sport Team Joest                            | Frank Biela Emanuele Pirro Tom Kristensen                 | Audi 3.6L Turbo V8               | M          | 321  |
| 2         | LMP900 | 2  | Audi Sport North America                         | Laurent Aïello Rinaldo Capello Christian Pescatori        | Audi R8                          | M          | 320  |
| 2         | LMP900 | 2  | Audi Sport North America                         | Laurent Aïello Rinaldo Capello Christian Pescatori        | Audi 3.6L Turbo V8               | M          | 320  |
| 3         | LMGTP  | 8  | Team Bentley                                     | Andy Wallace Butch Leitzinger Eric van de Poele           | Bentley EXP Speed 8              | D          | 306  |
| 3         | LMGTP  | 8  | Team Bentley                                     | Andy Wallace Butch Leitzinger Eric van de Poele           | Bentley (Audi) 3.6L Turbo V8     | D          | 306  |
| 4         | LMP900 | 16 | Team PlayStation Oreca                           | Olivier Beretta Karl Wendlinger Pedro Lamy                | Chrysler LMP                     | M          | 298  |
| 4         | LMP900 | 16 | Team PlayStation Oreca                           | Olivier Beretta Karl Wendlinger Pedro Lamy                | Chrysler (Mopar) 6.0L V8         | M          | 298  |
| 5         | LMP675 | 38 | ROC Auto                                         | Jordi Gené Jean-Denis Délétraz Pascal Fabre               | Reynard 2KQ-LM                   | M          | 284  |
| 5         | LMP675 | 38 | ROC Auto                                         | Jordi Gené Jean-Denis Délétraz Pascal Fabre               | Volkswagen HPT16 2.0L Turbo I4   | M          | 284  |
| 6         | GT     | 83 | Seikel Motorsport                                | Gabrio Rosa Fabio Babini Luca Drudi                       | Porsche 911 GT3-RS               | Y          | 283  |
| 6         | GT     | 83 | Seikel Motorsport                                | Gabrio Rosa Fabio Babini Luca Drudi                       | Porsche 3.6L Flat-6              | Y          | 283  |
| 7         | GT     | 77 | Freisinger Motorsport                            | Gunnar Jeannette Romain Dumas Philippe Haezebrouck        | Porsche 911 GT3-RS               | Y          | 282  |
| 7         | GT     | 77 | Freisinger Motorsport                            | Gunnar Jeannette Romain Dumas Philippe Haezebrouck        | Porsche 3.6L Flat-6              | Y          | 282  |
| 8         | GTS    | 63 | Corvette Racing                                  | Ron Fellows Scott Pruett Johnny O'Connell                 | Chevrolet Corvette C5-R          | G          | 278  |
| 8         | GTS    | 63 | Corvette Racing                                  | Ron Fellows Scott Pruett Johnny O'Connell                 | Chevrolet LS7R 7.0L V8           | G          | 278  |
| 9         | GT     | 75 | Perspective Racing                               | Thierry Perrier Michel Neugarten Nigel Smith              | Porsche 911 GT3-RS               | D          | 275  |
| 9         | GT     | 75 | Perspective Racing                               | Thierry Perrier Michel Neugarten Nigel Smith              | Porsche 3.6L Flat-6              | D          | 275  |
| 10        | GT     | 80 | Larbre Compétition                               | Jean-Luc Chereau Patrice Goueslard Sébastien Dumez        | Porsche 911 GT3-RS               | M          | 274  |
| 10        | GT     | 80 | Larbre Compétition                               | Jean-Luc Chereau Patrice Goueslard Sébastien Dumez        | Porsche 3.6L Flat-6              | M          | 274  |
| 11        | GT     | 72 | Team Taisan Advan                                | Hideo Fukuyama Atsushi Yogo Kazuyuki Nishikawa            | Porsche 911 GT3-RS               | Y          | 273  |
| 11        | GT     | 72 | Team Taisan Advan                                | Hideo Fukuyama Atsushi Yogo Kazuyuki Nishikawa            | Porsche 3.6L Flat-6              | Y          | 273  |
| 12        | GT     | 82 | Seikel Motorsport                                | Tony Burgess Max Cohen-Olivar Andrew Bagnall              | Porsche 911 GT3-RS               | Y          | 272  |
| 12        | GT     | 82 | Seikel Motorsport                                | Tony Burgess Max Cohen-Olivar Andrew Bagnall              | Porsche 3.6L Flat-6              | Y          | 272  |
| 13        | LMP900 | 17 | Pescarolo Sport                                  | Sébastien Bourdais Jean-Christophe Boullion Laurent Rédon | Courage C60                      | M          | 271  |
| 13        | LMP900 | 17 | Pescarolo Sport                                  | Sébastien Bourdais Jean-Christophe Boullion Laurent Rédon | Peugeot A32 3.2L Turbo V6        | M          | 271  |
| 14        | GTS    | 64 | Corvette Racing                                  | Andy Pilgrim Kelly Collins Franck Fréon                   | Chevrolet Corvette C5-R          | G          | 271  |
| 14        | GTS    | 64 | Corvette Racing                                  | Andy Pilgrim Kelly Collins Franck Fréon                   | Chevrolet LS7R 7.0L V8           | G          | 271  |
| 15        | LMP900 | 6  | DAMS                                             | Wayne Taylor Max Angelelli Christophe Tinseau             | Cadillac Northstar LMP01         | M          | 270  |
| 15        | LMP900 | 6  | DAMS                                             | Wayne Taylor Max Angelelli Christophe Tinseau             | Cadillac Northstar 4.0L Turbo V8 | M          | 270  |
| 16        | GT     | 76 | PK Sport Ricardo Engineering                     | Mike Youles Dave Warnock Stephen Day                      | Porsche 911 GT3-RS               | D          | 265  |
| 16        | GT     | 76 | PK Sport Ricardo Engineering                     | Mike Youles Dave Warnock Stephen Day                      | Porsche 3.6L Flat-6              | D          | 265  |
| 17        | GT     | 74 | Warm-Up Luc Alphand Aventures JMB Racing         | Luc Alphand Michel Ligonnet Luis Marques                  | Porsche 911 GT3-RS               | M          | 265  |
| 17        | GT     | 74 | Warm-Up Luc Alphand Aventures JMB Racing         | Luc Alphand Michel Ligonnet Luis Marques                  | Porsche 3.6L Flat-6              | M          | 265  |
| 18        | GTS    | 60 | Saleen-Allen Speedlab                            | Franz Konrad Oliver Gavin Terry Borcheller                | Saleen S7-R                      | G          | 246  |
| 18        | GTS    | 60 | Saleen-Allen Speedlab                            | Franz Konrad Oliver Gavin Terry Borcheller                | Ford 7.0L V8                     | G          | 246  |
| 19        | LMP675 | 30 | Gerard Welter                                    | Stéphane Daoudi Yojiro Terada Jean-René de Fournoux       | WR LMP01                         | M          | 245  |
| 19        | LMP675 | 30 | Gerard Welter                                    | Stéphane Daoudi Yojiro Terada Jean-René de Fournoux       | Peugeot 2.0L Turbo I4            | M          | 245  |
| 20        | GTS    | 58 | Larbre Compétition                               | Christophe Bouchut Jean-Philippe Belloc Tiago Monteiro    | Chrysler Viper GTS-R             | M          | 234  |
| 20        | GTS    | 58 | Larbre Compétition                               | Christophe Bouchut Jean-Philippe Belloc Tiago Monteiro    | Chrysler 8.0L V10                | M          | 234  |
| 21 NC     | GT     | 79 | Noël del Bello racing                            | Sylvain Noël Jean-Luc Maury-Lauribière Georges Forgeois   | Porsche 911 GT3-RS               | D          | 193  |
| 21 NC     | GT     | 79 | Noël del Bello racing                            | Sylvain Noël Jean-Luc Maury-Lauribière Georges Forgeois   | Porsche 3.6L Flat-6              | D          | 193  |
| 22 ABD    | LMP900 | 14 | Viper Team Oreca                                 | Seiji Ara Masahiko Kondo Ni Amorim                        | Chrysler LMP                     | M          | 243  |
| 22 ABD    | LMP900 | 14 | Viper Team Oreca                                 | Seiji Ara Masahiko Kondo Ni Amorim                        | Chrysler (Mopar) 6.0L V8         | M          | 243  |
| 23 ABD    | GTS    | 62 | Ecurie Ecosse Ray Mallock Ltd. (RML)             | Johnny Mowlem Ian McKellar Bruno Lambert                  | Saleen S7-R                      | D          | 175  |
| 23 ABD    | GTS    | 62 | Ecurie Ecosse Ray Mallock Ltd. (RML)             | Johnny Mowlem Ian McKellar Bruno Lambert                  | Ford 7.0L V8                     | D          | 175  |
| 24 ABD    | LMP900 | 9  | Racing for Holland                               | Jan Lammers Donny Crevels Val Hillebrand                  | Dome S101                        | M          | 156  |
| 24 ABD    | LMP900 | 9  | Racing for Holland                               | Jan Lammers Donny Crevels Val Hillebrand                  | Judd GV4 4.0L V10                | M          | 156  |
| 25 ABD    | LMP900 | 20 | Team Ascari                                      | Werner Lupberger Ben Collins Harri Toivonen               | Ascari A410                      | G          | 134  |
| 25 ABD    | LMP900 | 20 | Team Ascari                                      | Werner Lupberger Ben Collins Harri Toivonen               | Judd GV4 4.0L V10                | G          | 134  |
| 26 ABD    | LMP900 | 15 | Viper Team Oreca                                 | Yannick Dalmas Stéphane Sarrazin Franck Montagny          | Chrysler LMP                     | M          | 126  |
| 26 ABD    | LMP900 | 15 | Viper Team Oreca                                 | Yannick Dalmas Stéphane Sarrazin Franck Montagny          | Chrysler (Mopar) 6.0L V8         | M          | 126  |
| 27 ABD    | GT     | 70 | Aspen Knolls Racing Michael Colucci Racing (MCR) | Bob Mazzuoccola Vic Rice Cort Wagner                      | Callaway C12-R                   | G          | 98   |
| 27 ABD    | GT     | 70 | Aspen Knolls Racing Michael Colucci Racing (MCR) | Bob Mazzuoccola Vic Rice Cort Wagner                      | Chevrolet 7.0L V8                | G          | 98   |
| 28 ABD    | LMP675 | 36 | Dick Barbour Racing                              | Didier de Radiguès Sascha Maassen Hideshi Matsuda         | Reynard 01Q-LM                   | G          | 95   |
| 28 ABD    | LMP675 | 36 | Dick Barbour Racing                              | Didier de Radiguès Sascha Maassen Hideshi Matsuda         | Judd GV675 3.4L V8               | G          | 95   |
| 29 ABD    | LMP675 | 32 | KnightHawk Racing Roock Racing International     | Claudia Hürtgen Rick Fairbanks Chris Gleason              | Lola B2K/40                      | A          | 94   |
| 29 ABD    | LMP675 | 32 | KnightHawk Racing Roock Racing International     | Claudia Hürtgen Rick Fairbanks Chris Gleason              | Nissan 3.4L V6                   | A          | 94   |
| 30 ABD    | LMP675 | 33 | MG Sport & Racing Ltd.                           | Julian Bailey Mark Blundell Kevin McGarrity               | MG-Lola EX257                    | M          | 92   |
| 30 ABD    | LMP675 | 33 | MG Sport & Racing Ltd.                           | Julian Bailey Mark Blundell Kevin McGarrity               | MG (AER) XP20 2.0L Turbo I4      | M          | 92   |
| 31 ABD    | LMP900 | 11 | Panoz Motorsports                                | Klaus Graf Jamie Davies Gary Formato                      | Panoz LMP07                      | M          | 86   |
| 31 ABD    | LMP900 | 11 | Panoz Motorsports                                | Klaus Graf Jamie Davies Gary Formato                      | Élan (Zytek) 4.0L V8             | M          | 86   |
| 32 ABD    | LMP900 | 12 | Panoz Motorsports                                | David Brabham Jan Magnussen Franck Lagorce                | Panoz LMP07                      | M          | 85   |
| 32 ABD    | LMP900 | 12 | Panoz Motorsports                                | David Brabham Jan Magnussen Franck Lagorce                | Élan (Zytek) 4.0L V8             | M          | 85   |
| 33 ABD    | LMP900 | 3  | Champion Racing                                  | Johnny Herbert Didier Theys Ralf Kelleners                | Audi R8                          | M          | 81   |
| 33 ABD    | LMP900 | 3  | Champion Racing                                  | Johnny Herbert Didier Theys Ralf Kelleners                | Audi 3.6L Turbo V8               | M          | 81   |
| 34 ABD    | LMP900 | 10 | Team Den Blå Avis Team Goh                       | John Nielsen Hiroki Katoh Casper Elgaard                  | Dome S101                        | G          | 66   |
| 34 ABD    | LMP900 | 10 | Team Den Blå Avis Team Goh                       | John Nielsen Hiroki Katoh Casper Elgaard                  | Judd GV4 4.0L V10                | G          | 66   |
| 35 ABD    | LMP900 | 21 | Team Ascari                                      | Klaas Zwart Xavier Pompidou Scott Maxwell                 | Ascari A410                      | G          | 66   |
| 35 ABD    | LMP900 | 21 | Team Ascari                                      | Klaas Zwart Xavier Pompidou Scott Maxwell                 | Judd GV4 4.0L V10                | G          | 66   |
| 36 ABD    | GTS    | 55 | Paul Belmondo Racing                             | Vincent Vosse Vanina Ickx Carl Rosenblad                  | Chrysler Viper GTS-R             | D          | 61   |
| 36 ABD    | GTS    | 55 | Paul Belmondo Racing                             | Vincent Vosse Vanina Ickx Carl Rosenblad                  | Chrysler 8.0L V10                | D          | 61   |
| 37 ABD    | LMGTP  | 7  | Team Bentley                                     | Martin Brundle Stéphane Ortelli Guy Smith                 | Bentley EXP Speed 8              | D          | 56   |
| 37 ABD    | LMGTP  | 7  | Team Bentley                                     | Martin Brundle Stéphane Ortelli Guy Smith                 | Bentley (Audi) 3.6L Turbo V8     | D          | 56   |
| 38 ABD    | LMP900 | 5  | DAMS                                             | Éric Bernard Emmanuel Collard Marc Goossens               | Cadillac Northstar LMP01         | M          | 56   |
| 38 ABD    | LMP900 | 5  | DAMS                                             | Éric Bernard Emmanuel Collard Marc Goossens               | Cadillac Northstar 4.0L Turbo V8 | M          | 56   |
| 39 ABD    | LMP900 | 19 | SMG Compétition                                  | Philippe Gache Jérôme Policand Anthony Beltoise           | Courage C60                      | M          | 51   |
| 39 ABD    | LMP900 | 19 | SMG Compétition                                  | Philippe Gache Jérôme Policand Anthony Beltoise           | Judd GV4 4.0L V10                | M          | 51   |
| 40 ABD    | GTS    | 56 | Paul Belmondo Racing                             | Grégoire de Galzain Anthony Kumpen Jean-Claude Lagniez    | Chrysler Viper GTS-R             | D          | 44   |
| 40 ABD    | GTS    | 56 | Paul Belmondo Racing                             | Grégoire de Galzain Anthony Kumpen Jean-Claude Lagniez    | Chrysler 8.0L V10                | D          | 44   |
| 41 ABD    | GT     | 71 | Racing Engineering                               | Robert Donovan Terry Lingner Chris MacAllister            | Porsche 911 GT3-RS               | D          | 44   |
| 41 ABD    | GT     | 71 | Racing Engineering                               | Robert Donovan Terry Lingner Chris MacAllister            | Porsche 3.6L Flat-6              | D          | 44   |
| 42 ABD    | LMP900 | 18 | Pescarolo Sport                                  | Emmanuel Clerico Didier Cottaz Boris Derichebourg         | Courage C60                      | M          | 42   |
| 42 ABD    | LMP900 | 18 | Pescarolo Sport                                  | Emmanuel Clerico Didier Cottaz Boris Derichebourg         | Peugeot A32 3.2L Turbo V6        | M          | 42   |
| 43 ABD    | LMP900 | 4  | Johansson Motorsport                             | Stefan Johansson Tom Coronel Patrick Lemarié              | Audi R8                          | M          | 35   |
| 43 ABD    | LMP900 | 4  | Johansson Motorsport                             | Stefan Johansson Tom Coronel Patrick Lemarié              | Audi 3.6L Turbo V8               | M          | 35   |
| 44 ABD    | LMP675 | 34 | MG Sport & Racing Ltd.                           | Anthony Reid Warren Hughes Jonny Kane                     | MG-Lola EX257                    | M          | 30   |
| 44 ABD    | LMP675 | 34 | MG Sport & Racing Ltd.                           | Anthony Reid Warren Hughes Jonny Kane                     | MG (AER) XP20 2.0L Turbo I4      | M          | 30   |
| 45 ABD    | LMP675 | 37 | Dick Barbour Racing                              | John Graham Milka Duno David Murry                        | Reynard 01Q-LM                   | G          | 4    |
| 45 ABD    | LMP675 | 37 | Dick Barbour Racing                              | John Graham Milka Duno David Murry                        | Judd GV675 3.4L V8               | G          | 4    |
| 46 ABD    | GTS    | 61 | Konrad Motorsport                                | Walter Brun Toni Seiler Charles Slater                    | Saleen S7-R                      | G          | 4    |
| 46 ABD    | GTS    | 61 | Konrad Motorsport                                | Walter Brun Toni Seiler Charles Slater                    | Ford 7.0L V8                     | G          | 4    |
| 47 ABD    | GTS    | 57 | Equipe de France FFSA Epsilon Sport Oreca        | David Terrien Jonathan Cochet Jean-Philippe Dayraut       | Chrysler Viper GTS-R             | M          | 4    |
| 47 ABD    | GTS    | 57 | Equipe de France FFSA Epsilon Sport Oreca        | David Terrien Jonathan Cochet Jean-Philippe Dayraut       | Chrysler 8.0L V10                | M          | 4    |
| 48 ABD    | LMP675 | 35 | S & R Rowan Racing Ltd.                          | Warren Carway Martin O'Connell François Migault           | Pilbeam MP84                     | A          | 3    |
| 48 ABD    | LMP675 | 35 | S & R Rowan Racing Ltd.                          | Warren Carway Martin O'Connell François Migault           | Nissan (AER) VQL 3.0L V6         | A          | 3    |

Leggenda:
- ABD=Abbandono - NC=Non classicicata

## Statistiche
- Pole Position - Rinaldo Capello su #2 Audi Sport North America - 3:32.429
- Giro più veloce - Laurent Aiello su #2 Audi Sport Team Joest - 3:39.046
- Distanza coperta - 4.381,65 km
- Velocità media - 180,949 km/h